# Mirabeau (Alpes-de-Haute-Provence)
Mirabeau ist eine französische Gemeinde mit 508 Einwohnern (Stand 1. Januar 2022) im Département Alpes-de-Haute-Provence in der Region Provence-Alpes-Côte d’Azur. Sie gehört zum Kanton Digne-les-Bains-2 im Arrondissement Digne-les-Bains. Die Bewohner nennen sich Mirabellens oder Mirabelènes.

## Geographie
292 Hektar der Gemeindegemarkung sind bewaldet. Im Süden verläuft die Gemeindegrenze am Fluss Bléone entlang.
Die angrenzenden Gemeinden sind Barras im Norden, Aiglun und Mallemoisson im Osten, Le Chaffaut-Saint-Jurson im Südosten, Malijai im Süden im Westen sowie Château-Arnoux-Saint-Auban im Nordwesten.

## Bevölkerungsentwicklung
| Jahr      | 1962 | 1968 | 1975 | 1982 | 1990 | 1999 | 2009 | 2016 |
| --------- | ---- | ---- | ---- | ---- | ---- | ---- | ---- | ---- |
| Einwohner | 144  | 142  | 200  | 262  | 323  | 394  | 477  | 511  |

## Sehenswürdigkeiten
- Schloss Fontenelle, ein Monument historique

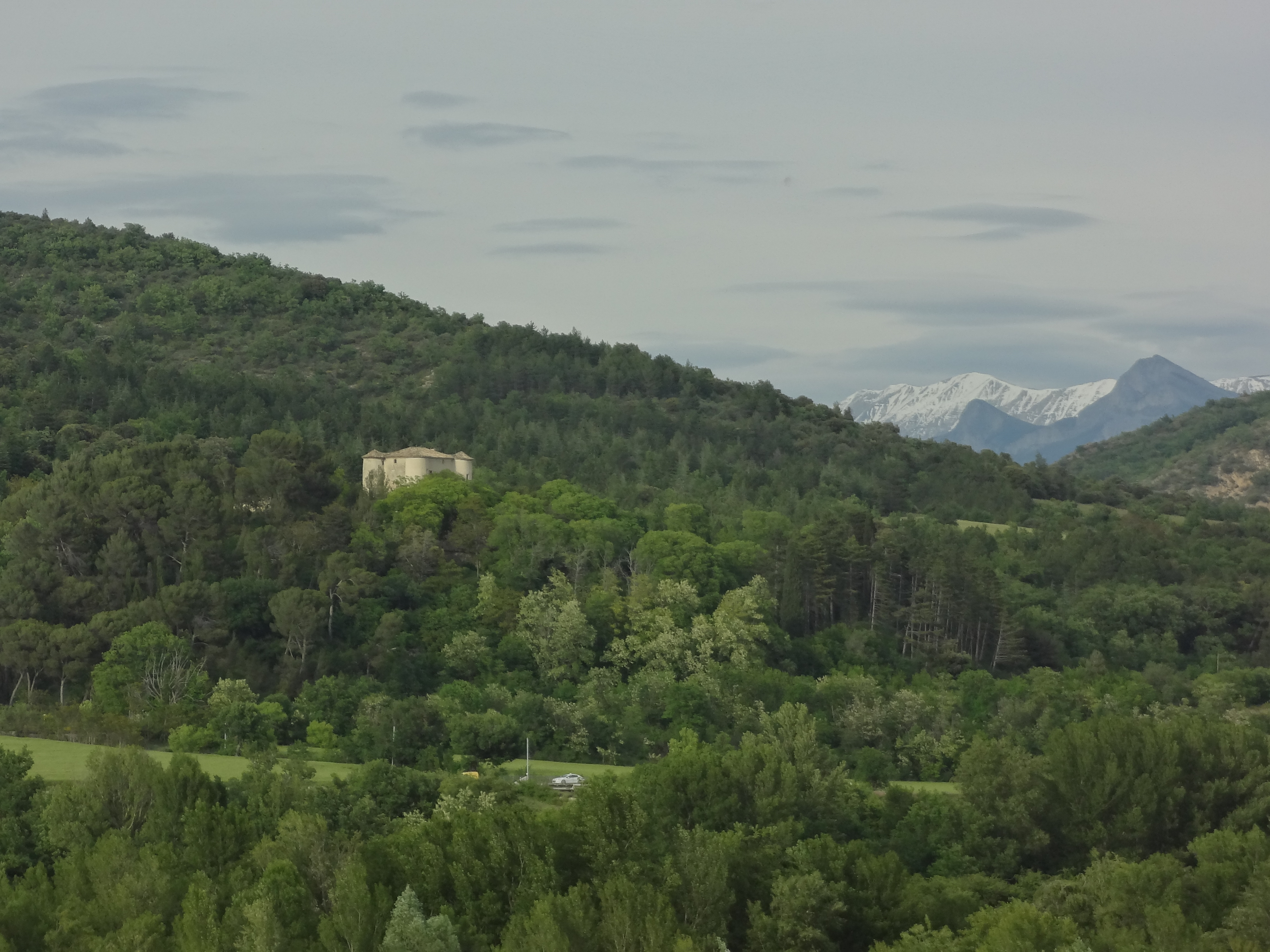
Schloss Fontenelle
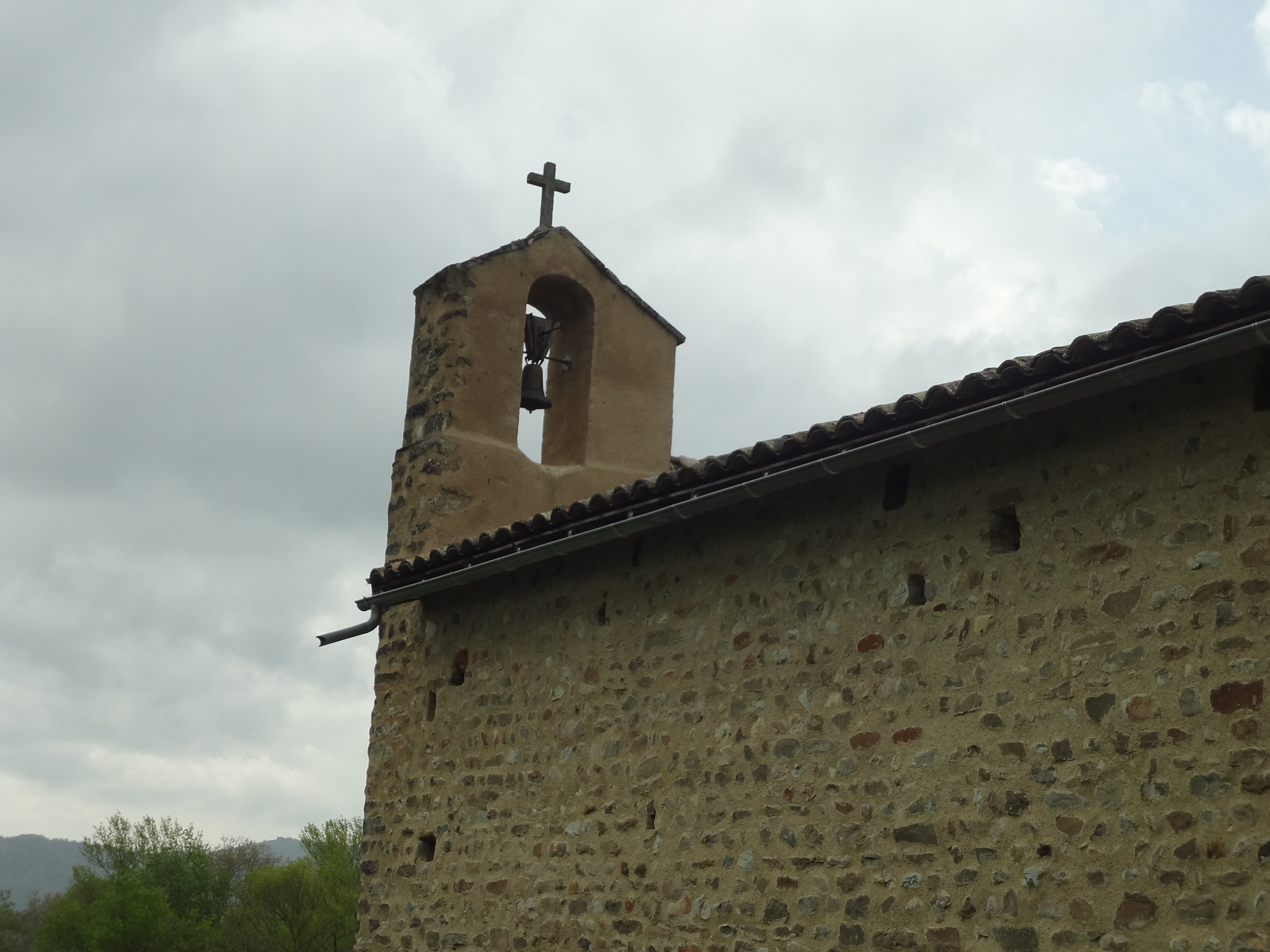
Turm der Kapelle Saint-Christol
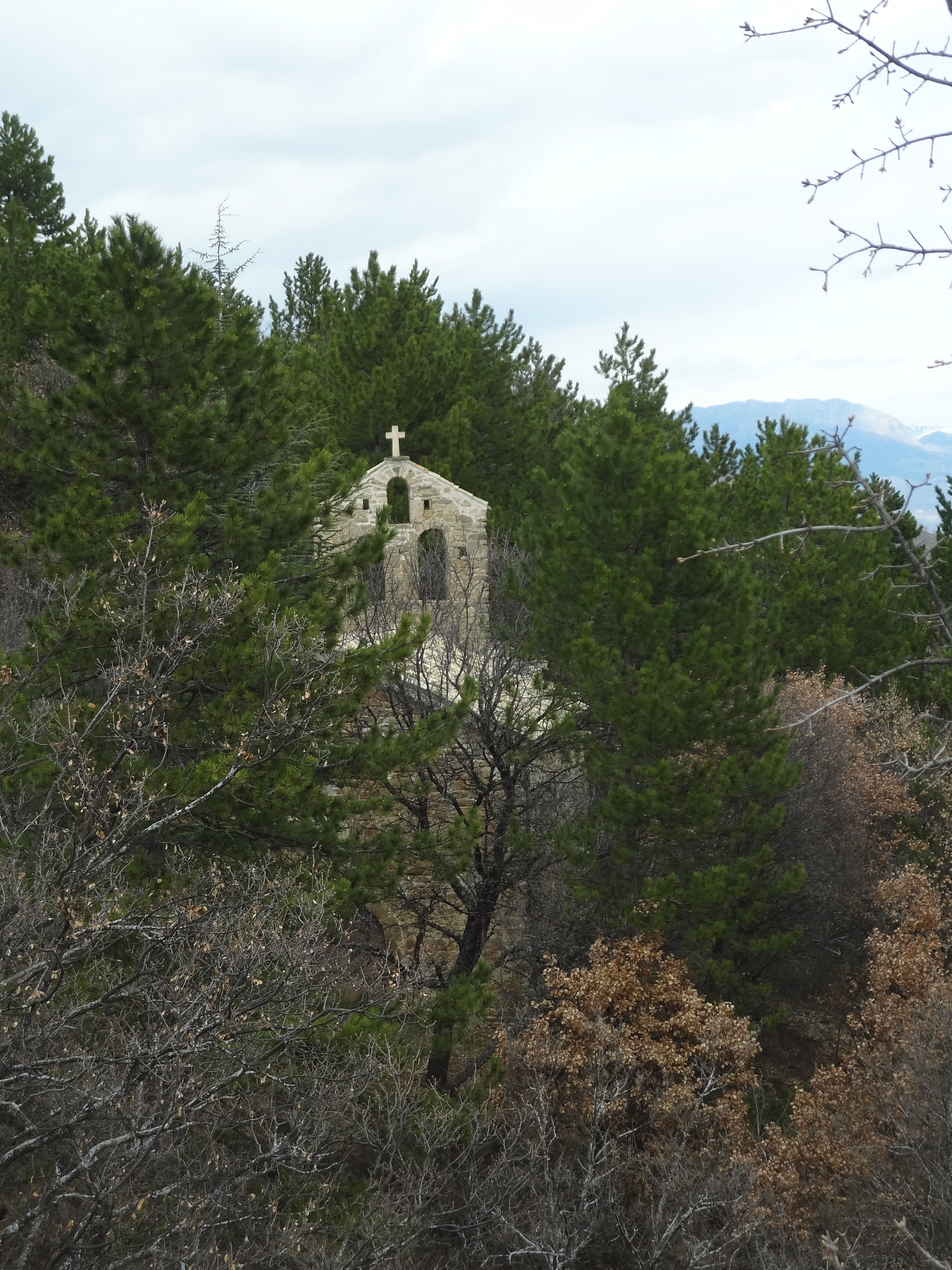
Kapelle Saint-Philippe
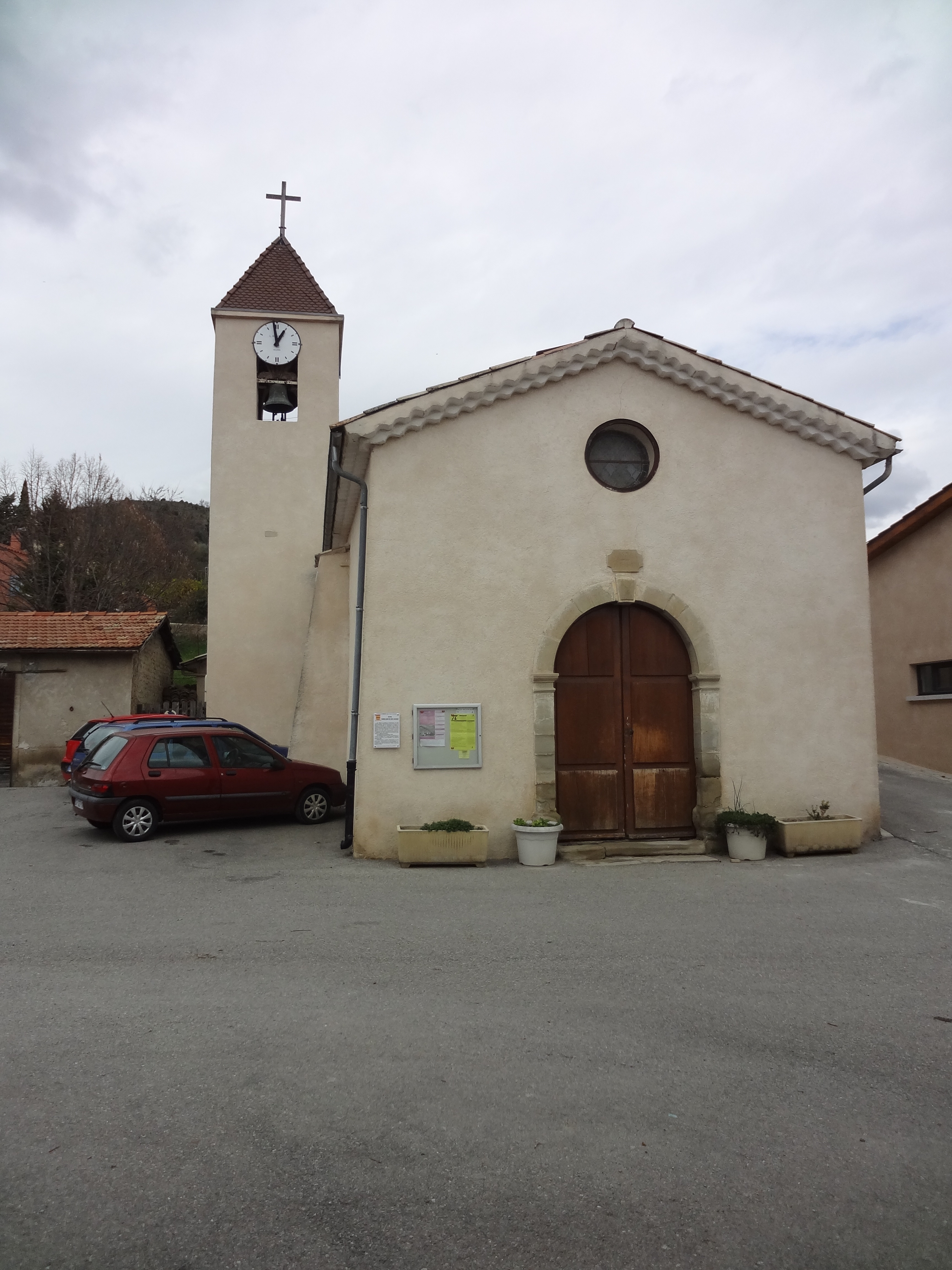
Kirche Notre-Dame-du-Bon-Secours
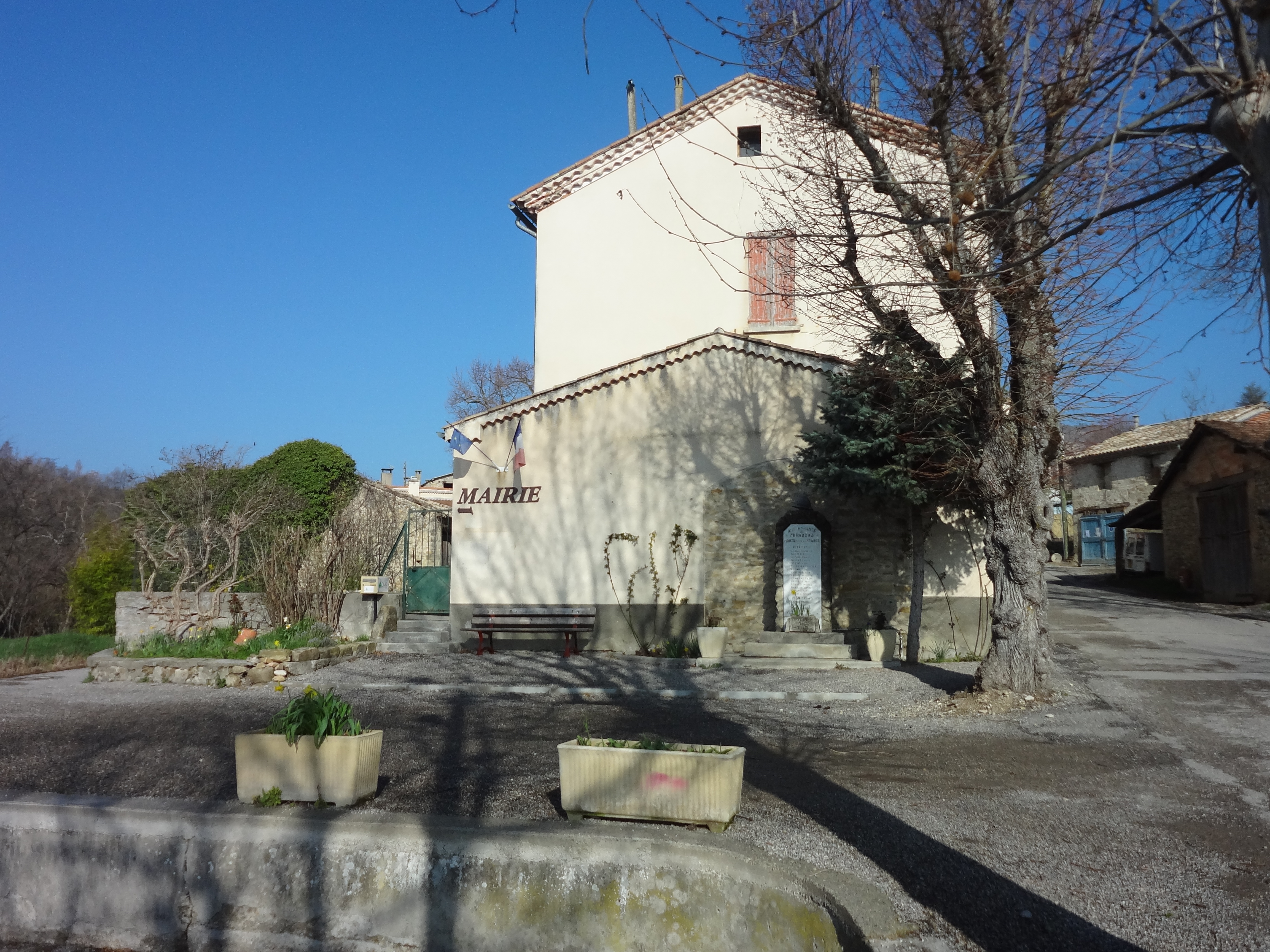
Mairie